# Windows Phone
Windows Phone je obchodní název již nepodporovaného mobilního operačního systému firmy Microsoft. Jednalo se o nástupce systému Windows Mobile, se kterým však není zpětně kompatibilní. Windows Phone byl poprvé vydán 21. října 2010. V současné době jsou jako Windows Phone označovány systémy Windows Phone 7 a Windows Phone 8.1, které však nejsou vzájemně kompatibilní a dokonce interně obsahují různé platformy (Windows CE a nově pak přizpůsobené jádro z řady Windows NT).

## Historie
Windows Phone byl poprvé vydán 21. října 2010 v Evropě a Austrálii, 8. listopadu 2010 ve Spojených státech a nakonec v Asii počátkem roku 2011. S Windows Phone nabízel Microsoft nové uživatelské rozhraní pojmenované Metro (resp. Modern UI).

## Vlastnosti

### Uživatelské rozhraní
Windows Phone nabízel nové uživatelské rozhraní založené na Microsoft Windows Phone konstrukčního systému s kódovým názvem Metro. Domovská obrazovka s názvem "Úvodní obrazovka" se skládá z dlaždic. Dlaždice jsou odkazy na aplikace, vlastnosti, funkce a jednotlivé položky (například kontakty, webové stránky, aplikace nebo mediální položky). Uživatelé mohou přidávat, měnit pořadí, nebo odstranit dlaždice. Dlaždice jsou dynamické a aktualizovali se v reálném čase, např. taška pro e-mailového klienta zobrazí počet nepřečtených zpráv nebo Deska mohla zobrazovat aktualizaci počasí.

### Webový prohlížeč
Internet Explorer ve Windows Phone umožňuje uživateli udržovat seznam oblíbených webových stránek a dlaždic, které odkazují na webové stránky na úvodní obrazovku. Prohlížeč podporuje až 6 záložek, které lze načíst všechny současně. Mezi další vlastnosti patří multi-touch gesta, hladké zvětšení / zmenšení animací, možnost ukládat snímky, které jsou na webových stránkách, sdílení webových stránek prostřednictvím e-mailu a podporu pro on-line vyhledávání, které umožňuje uživateli vyhledávat slova nebo fráze na webové stránce napsáním. Společnost Microsoft oznámila původně plány pravidelně aktualizovat Windows Phone webový prohlížeč nezávisle na aktualizaci systému Windows Phone. V roce 2025 je použití již předinstalovaného prohlížeče Internet Explorer stále funkční.

### Vyhledávání
K vyhledávání sloužila aplikace Bing (vyhledávač), Bing Mobile a Bing Maps
Microsoft stanovil, že každý mobilní telefon s operačním systémem Windows Phone měl speciální vyhledávací tlačítko na přední straně přístroje. Například stisknutím tlačítka hledat mohl vyhledávat svůj kontaktní seznam konkrétních osob. V ostatních případech stisknutím tlačítka hledej umožňují uživateli vyhledávat webové stránky, zprávy a místa na mapě pomocí vyhledávače Bing. Windows Phone má také funkci rozpoznávání hlasu Tell-me, která umožňuje uživateli volání kontaktů nebo spouštění aplikací tím, že mluví. 

### Zprávy
Systém Windows Phone umožňoval komunikaci přes "vlákna", propojení se se svými kontakty pomocí Windows Live Messenger a Facebook Chat, stejně jako tradiční textové zprávy. Textová zpráva mohla být složena pomocí hlasového ovládání. Rozpoznávání hlasu umožňovalo, která řeč měla být převedena na textové zprávy, dále umožňovala textovou zprávu převést do řeči, kterou lze číst nahlas.

### E-mail
Windows Phone podporoval Hotmail, Exchange, Yahoo! Mail a Gmail nativně a podporoval řadu dalších služeb přes POP a IMAP protokoly. Původní typy účtů, kontaktů a kalendář mohly být spolu synchronizovány. Uživatelé mohly prohledávat své e-maily prostřednictvím vyhledávání v tomto tématu. E-maily jsou zobrazeny klasicky a více e-mailové schránky došlé pošty bylo možné kombinovat.

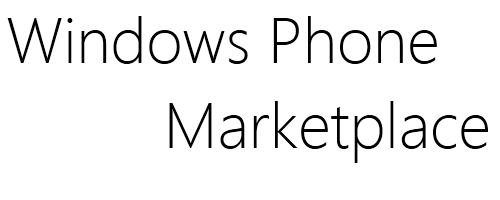
Windows Phone Marketplace

### Windows MarketPlace
Windows Marketplace se používal pro digitální distribuci hudby, videa, podcasty a aplikací. Vše bylo přístupné pomocí softwaru Zune klienta nebo Marketplace v zařízení (i když některá videa, aplikace ke stažení přes Marketplace bylo nutné stáhnovat a synchronizovat prostřednictvím softwaru Zune). Windows Marketplace byl k dispozici v 54 zemích do roku 2012.

### Windows Phone Store
Windows Phone Store nahradil Windows Marketplace od verze Windows Phone 8/.1. Store nabízel jen aplikace a hry. O digitální distribuci hudby se na platformě Windows Phone 8 starala aplikace od společnosti Microsoft – Xbox Music. Pro uživatele mobilních telefonů Lumia byl k dispozici Nokia MixRadio, tato aplikace nebyla k dispozici v České republice. Byly zde k dispozici i jiné aplikace určené k digitální distribuci hudby (Spotify...). Provoz aplikace Windows Phone Store byl ukončen 16. prosince 2019.

### Kancelářské aplikace
Microsoft Office Mobile poskytuje interoperabilitu mezi Windows Phone a stolní verzí Microsoft Office. Word Mobile, Excel Mobile, PowerPoint Mobile, OneNote Mobile a SharePoint Workspace Mobile dovolí většinu formátů Microsoft Office souborů, je třeba sledovat a upravovat přímo v zařízení Windows Phone. Microsoft Office soubory z OneDrive a Office 365, stejně jako soubory uložené lokálně na mobilu, šlo přistupovat pomocí Office Hub. Office soubory jsou seřazeny podle dlaždic: dokumenty Word (modrá taška), excelovské tabulky (zelená taška), PowerPoint prezentace (červená taška), a OneNote dokumenty (fialová taška). V roce 2025 je možné používat již původně nainstalované Microsoft Office Mobile pouze v offline režimu, aplikace není již online přístupná.

## Verze

### Windows Phone 7
Windows Phone 7 byl vydán v druhé polovině roku 2010, v Asii byl vydán počátkem roku 2011. S Windows Phone 7 bylo uvedeno rozhraní Metro. Navíc byl integrován software třetích stran a služby společnosti Microsoft.
Hlavní vlastnosti:
- Grafické uživatelské rozhraní Metro s technologií vícedotykového ovládání.
- Integrace sociálních sítí jako je např. Facebook, Twitter, Windows Live Messenger apod. (People Hub)
- Možnost propojení systému s herní konzolí Microsoft Xbox pomocí technologie Xbox Live, která umožňuje hraní her pomocí hostitelského přístroje – vzhledem k tomu, že je tato technologie stále ve vývoji, nelze ji zatím použít ke hraní her v reálném čase.
- Vyhledávání v síti Internet probíhá za pomocí vyhledávače Bing.
- Operační systém umožňuje uživateli ovládat přístroj hlasem pomocí aplikace TellMe.
- Možnost integrace s cloudovým úložištěm OneDrive.
- Možnost integrace s podnikovými systémy jako je Exchange, SharePoint, Lync, Office 365, Dynamics.

#### Windows Phone 7 (NoDo)
- Podpora CDMA sítí.
- Rychlejší spouštění aplikací.
- Přibyla funkce kopírovat/vložit.
- Integrace služby Facebook.

#### Windows Phone 7.5 (Mango)

Logo Windows Phone 7

Verze Windows Phone 7.5 (Mango) byla vydána 27. září 2011.
- Integrace služeb a účtů Windows Live Messenger, Facebook Chat, Twitter a LinkedIn.
- Facebook události se od této aktualizace zobrazují i v kalendáři.

- Lepší funkce od Excel Mobile a OneNote
- Funkce "automatická oprava" opraví fotografii (jas, ostrost, barvy atd.)
- Přidán 3D Xbox avatar.
- Internet Explorer 9
  - Hardwarově akcelerované vykreslování.
  - Podpora HTML5 a geolokace.

#### Windows Phone 7.5 (Refresh)
- Podpora LTE sítí.

#### Windows Phone 7.5 (Tango)
Verze Windows Phone 7.5 (Tango) byla vydána 28. června 2012.
- Podpora 256 MB RAM paměti.
- Podpora 23 nových regionů (Bahrajn, Bulharsko, Čína, Kostarika, Chorvatsko, Estonsko, Island, Irák, Izrael, Kazachstán, Lotyšsko, Litva, Katar, Rumunsko, Saúdská Arábie, Slovensko, Slovinsko, Thajsko, Turecko, Spojené arabské emiráty, Ukrajina, Venezuela, Vietnam)

#### Windows Phone 7.8

Logo Windows Phone 8

Verze Windows Phone 7.8 přinesla nové rozhraní Metro (resp. Modern UI).

### Windows Phone 8 (Apollo)
Windows Phone 8 obsahuje nové jádro systému přizpůsobené z řady Windows NT a nahradil tak zcela původní systém architektury Windows CE. Přerušuje zpětnou kompatibilitu aplikací s Windows Phone 7.

#### Windows Phone 8 Update 1
Verze OS: 8.0.10211.204
- Vylepšení zpráv – Koncepty, úpravy před přeposláním
- Textové odpovědi na příchozí hovory
- Vylepšení aplikace Internet Explorer – přidání volby automatického stahování obrázků, volitelné mazání historie procházených webů
- Připojení Wi-Fi – Priorita připojení Wi-Fi na základě historie připojení
- Další vylepšení výkonu a stability systému

#### Windows Phone 8 Update 2 (pro mobily Lumia – Amber)
Verze OS: 8.0.10327.77 nebo 8.0.10328.78
- Účty Google: Přidány protokoly CardDAV a CalDAV
- Xbox Music: Vylepšení funkce a výkonu aplikace
- Rádio FM: Přidána aplikace pro ovládání integrovaných HW FM rádio modulů (Tato možnost není k dispozici u všech mobilů.)
- Data Sense: Aplikace pro správu datových přenosů (Někteří mobilní operátoři službu Data Sense nenabízejí.)
- Skype: Vylepšení stability a výkonu aplikace
- Internet Explorer: Aktualizace
- Fotoaparát: Možnost změny výchozí aplikace fotoaparátu (Tato možnost není k dispozici u všech mobilů.)
- Další vylepšení výkonu a stability systému

#### Windows Phone 8 Update 3 (pro mobily Lumia – Black)
Verze OS: 8.0.10501.127, 8.0.10512.142 nebo 8.0.10521.155
- Přidána podpora pro Full HD rozlišení a nové, až čtyřjádrové Qualcomm procesory
- Přidán třetí sloupec střední velikosti dlaždic, pro zařízení s úhlopříčkou větší než 5"
- Funkce usnadnění: Vylepšení pro uživatele se zrakovým postižením
- Úložiště: Přidána pokročilá správa úložiště
- Režim V autě: Omezení příchozích hovorů a textových zpráv v závislosti na připojeném Bluetooth zařízení
- Obrazovka: Zámek orientace zobrazení
- Wi-Fi: Možnost připojení k síti Wi-Fi při prvotním nastavení.
- Sdílení internetu: Sdílení mobilního datového připojení přes Bluetooth
- Bluetooth: Vylepšení stability a výkonu

### Windows Phone 8.1 (Blue) (pro mobily Lumia – Cyan)
- Přidáno notifikační centrum,
- hlasová asistentka Cortana,
- vlastní pozadí dlaždic, možnost výběru vlastní, nebo již integrované fotografie,
- lepší správa zvuku,
- přidána Swype klávesnice, která (zatím) nepodporuje český slovník,
- možnost přidání třetího sloupce, bez ohledu na vlastnosti nebo úhlopříčku mobilu,
- ovládací tlačítka (šipka zpět, tlačítko Windows a tlačítko hledat) mohou být zobrazeny na displeji,
- Kalendář:
  - vylepšení přináší lepší zobrazení událostí
  - integraci předpovědi počasí,
- aplikace mohou být instalovány na paměťovou kartu,
- Internet Explorer 11 přinesl:
  - plnou podporu HTML5 videí,
  - možnost stahovat libovolné soubory do složek,
  - správce hesel,
  - možnost soukromého prohlížení,
  - synchronizaci s oblíbenými položkami s Windows 8/.1,
  - možnost otevření souborů před stažením,
  - podpora gest,
- možnost lepší personalizace svojí Zamykací obrazovky,
- nové prostředí fotoaparátu,
- optimalizace pro větší displeje,
- lepší podpora služeb od společnosti Google (Gmail, YouTube...),
- Data Sense (Inteligentní data), WiFi Sense (Inteligetní WiFi), Storage Sense (Inteligentní úložiště) – vylepšení vzhledu a možností u jednotlivých položek,
- Spořič baterie – přidány nové funkce
- Hudba, Video, FM rádio a Kalendář byly samostatnými aplikacemi, které se aktualizovaly ze Store,
- Store byl upraven do lepší a přehlednější podoby,
- v SMS zprávách lze nyní vyhledávat,
- přibyla funkce s možností synchronizace motivu, nastavení aplikací, Internet Exploreru a hesel s dalšími zařízeními s Windows 8,
- podpora DualSIM (první Windows Phone mobilní telefon s podporou DualSIM je Nokia Lumia 630 DUAL SIM).

#### Windows Phone 8.1 Update 1 (pro telefony Lumia – Denim)
- Na obrazovce Start lze vytvářet skupiny dlaždic, tzv. složky
- Cortanu bylo možné aktivovat slovy "Hey Cortana"
- Mobily Lumia s fotoaparáty PureView umí natáčet video ve 4K rozlišení
- Na Glance Screen je možné zobrazovat další informace, například počasí.

Aktualizace probíhala standardně rozhraním OTA (Over - The - Air)

### Windows 10
Windows 10 jsou univerzálním systémem, je proto vynecháno slovo "Phone".

## Výrobci smartphonů s Windows Phone
- Nokia
- Lenovo
- Dell
- Xolo
- Prestigio
- Micromax
- Longcheer
- Gionee
- Karbonn
- JSR
- K-Touch
- Blu
- Alcatel

## Konec
Windows Phone v roce 2015 oficiálně skončil. Lidé už ho nevyužívali. Nikdy se nevyrovnal gigantům jako IPhone nebo Samsung

## Zařízení

### Windows Phone 7

#### První generace
Mobilní telefony první generace byly jedny z úplně prvních zařízení s operačním systém Windows Phone.
| Model                   | Datum představení | Procesor | Paměť RAM | Vnitřní paměť | Displej | Fotoaparát | Kompas | Gyroskop |
| ----------------------- | ----------------- | -------- | --------- | ------------- | ------- | ---------- | ------ | -------- |
| Dell Venue Pro          | listopad 2010     | 1 GHz    | 512 MB    | 8/16 GB       | 4,1"    | 5 MPx      | Ne     | Ne       |
| HTC 7 Pro               | leden 2011        | 1 GHz    | 512 MB    | 8/16 GB       | 3,6"    | 5 MPx      | Ano    | Ne       |
| HTC 7 Surround          | listopad 2010     | 1 GHz    | 512 MB    | 16 GB         | 3,8"    | 5 MPx      | Ano    | Ne       |
| HTC 7 Trophy            | říjen 2010        | 1 GHz    | 512 MB    | 8/16 GB       | 3,8"    | 5 MPx      | Ano    | Ne       |
| HTC 7 Mozart            | říjen 2010        | 1 GHz    | 512 MB    | 8/16 GB       | 3,7"    | 8 MPx      | Ano    | Ne       |
| HTC HD7                 | říjen 2010        | 1 GHz    | 512 MB    | 8/16 GB       | 4,3"    | 5 MPx      | Ano    | Ne       |
| LG Optimus 7            | říjen 2010        | 1 GHz    | 512 MB    | 16 GB         | 3,8"    | 5 MPx      | Ano    | Ne       |
| LG Quantum (Optimus 7Q) | říjen 2010        | 1 GHz    | 512 MB    | 16 GB         | 3,5"    | 5 MPx      | Ano    | Ne       |
| Samsung Focus           | listopad 2010     | 1 GHz    | 512 MB    | 8 GB          | 4"      | 5 MPx      | Ano    | Ne       |
| Samsung Omnia 7         | říjen 2010        | 1 GHz    | 512 MB    | 8/16 GB       | 4"      | 5 MPx      | Ano    | Ne       |

#### Druhá generace
| Model                 | Datum představení | Procesor | Paměť RAM | Vnitřní paměť | Displej | Fotoaparát | Kompas | Gyroskop |
| --------------------- | ----------------- | -------- | --------- | ------------- | ------- | ---------- | ------ | -------- |
| Acer Allegro          | listopad 2011     | 1 GHz    | 512 MB    | 8 GB          | 3,6"    | 5 MPx      | Ano    | Ne       |
| Fujitsu Toshiba IS12T | září 2011         | 1 GHz    | 512 MB    | 32 GB         | 3,7"    | 13,2 MPx   | Ano    | Ano      |
| HTC Titan             | říjen 2011        | 1,5 GHz  | 512 MB    | 16 GB         | 4,7"    | 8 MPx      | Ano    | Ano      |
| HTC Titan II          | duben 2012        | 1,5 GHz  | 512 MB    | 16 GB         | 4,7"    | 16 MPx     | Ano    | Ano      |
| HTC Radar             | říjen 2011        | 1 GHz    | 512 MB    | 8 GB          | 3,8"    | 5 MPx      | Ne     | Ne       |
| Nokia Lumia 510       | říjen 2012        | 800 MHz  | 256 MB    | 4 GB          | 4"      | 5 MPx      | Ano    | Ne       |
| Nokia Lumia 610       | duben 2012        | 800 MHz  | 256 MB    | 8 GB          | 3,7"    | 5 MPx      | Ano    | Ne       |
| Nokia Lumia 710       | listopad 2011     | 1,4 GHz  | 512 MB    | 8 GB          | 3,7"    | 5 MPx      | Ano    | Ne       |
| Nokia Lumia 800       | listopad 2011     | 1,4 GHz  | 512 MB    | 16 GB         | 3,7"    | 8 MPx      | Ano    | Ano      |
| Nokia Lumia 900       | duben 2012        | 1,4 GHz  | 512 MB    | 16 GB         | 4,3"    | 8 MPx      | Ano    | Ano      |
| Samsung Focus 2       | květen 2012       | 1,4 GHz  | 512 MB    | 8 GB          | 4"      | 5 MPx      | Ano    | Ano      |
| Samsung Focus S       | listopad 2011     | 1,4 GHz  | 512 MB    | 16 GB         | 4,3"    | 8 MPx      | Ano    | Ano      |
| Samsung Omnia M       | květen 2012       | 1 GHz    | 384 MB    | 4 GB          | 4"      | 5 MPx      | Ano    | Ne       |
| Samsung Omnia W       | listopad 2011     | 1,4 GHz  | 512 MB    | 8 GB          | 3,7"    | 5 MPx      | Ano    | Ano      |
| ZTE Orbit             | květen 2012       | 1 GHz    | 256 MB    | 4 GB          | 4"      | 5 MPx      | Ano    | Ne       |
| ZTE Tania (Spirit)    | prosinec 2011     | 1 GHz    | 512 MB    | 4 GB          | 4,3"    | 5 MPx      | Ano    | Ne       |

### Windows Phone 8

#### První generace
Tato zařízení používala operační systém Windows Phone 8. U všech těchto modelů byla dostupná aktualizace na Windows Phone 8.1
| Model                   | Datum představení | Procesor | Paměť RAM | Vnitřní paměť | Displej | Fotoaparát                 | Kompas | Gyroskop |
| ----------------------- | ----------------- | -------- | --------- | ------------- | ------- | -------------------------- | ------ | -------- |
| Nokia Lumia 520         | duben 2013        | 1 GHz    | 512 MB    | 8 GB          | 4"      | 5 MPx                      | Ne     | Ne       |
| Nokia Lumia 620         | prosinec 2012     | 1 GHz    | 512 MB    | 8 GB          | 3,8"    | 5 MPx                      | Ano    | Ne       |
| Nokia Lumia 720         | březen 2013       | 1 GHz    | 512 MB    | 8 GB          | 4,3"    | 6,7 MPx                    | Ano    | Ano      |
| Nokia Lumia 820         | září 2012         | 1,5 GHz  | 1 GB      | 8 GB          | 4,3"    | 8,7 MPx                    | Ano    | Ano      |
| Nokia Lumia 920         | září 2012         | 1,5 GHz  | 1 GB      | 32 GB         | 4,5"    | 8,7 MPx                    | Ano    | Ano      |
| Nokia Lumia 925         | červen 2013       | 1,5 GHz  | 1 GB      | 32 GB         | 4,5"    | 8,7 MPx                    | Ano    | Ano      |
| Nokia Lumia 1020        | červenec 2013     | 1,5 GHz  | 2 GB      | 32 GB         | 4,5"    | 41 MPx s xenonovým bleskem | Ano    | Ano      |
| Nokia Lumia 1320        | září 2013         | 1,7 GHz  | 1 GB      | 32 GB         | 6"      | 5 MPx                      | Ano    | Ano      |
| Nokia Lumia 1520        | září 2013         | 2,2 GHz  | 2 GB      | 32 GB         | 6"      | 20 MPx                     | Ano    | Ano      |
| Windows Phone 8X by HTC | září 2012         | 1,5 GHz  | 1 GB      | 16 GB         | 4,3"    | 8 MPx                      | Ano    | Ano      |
| Samsung ATIV S          | srpen 2012        | 1,5 GHz  | 1 GB      | 16/32 GB      | 4,8"    | 8 MPx                      | Ano    | Ano      |
| Windows Phone 8S by HTC | září 2012         | 1 GHz    | 512 MB    | 4 GB          | 4"      | 5 MPx                      | Ano    | Ano      |
| Huawei Ascend W1        | leden 2013        | 1,2 GHz  | 512 MB    | 4 GB          | 4"      | 5 MPx                      | Ano    | Ano      |

#### Druhá generace
Tyto modely byly dostupné s operačním systémem Windows Phone 8.1.
| Model               | Datum představení | Procesor | Paměť RAM | Vnitřní paměť | Displej | Fotoaparát       | Kompas | Gyroskop |
| ------------------- | ----------------- | -------- | --------- | ------------- | ------- | ---------------- | ------ | -------- |
| Nokia Lumia 530     | červenec 2014     | 1,2 GHz  | 512 MB    | 4 GB          | 4"      | 5 MPx            | Ano    | Ano      |
| Microsoft Lumia 535 | listopad 2014     | 1,2 GHz  | 1 GB      | 8 GB          | 5''     | 5 MPx / 5 MPx    | Ano    | Ano      |
| Nokia Lumia 630     | květen 2014       | 1,2 GHz  | 512 MB    | 8 GB          | 4,5"    | 5 MPx            | Ano    | Ano      |
| Nokia Lumia 635     | květen 2014       | 1,2 GHz  | 512 MB    | 8 GB          | 4,5"    | 5 MPx            | Ano    | Ano      |
| Nokia Lumia 730     | září 2014         | 1,2 GHz  | 1 GB      | 8 GB          | 4,7''   | 6,7 MPx / 5 MPx  | Ano    | Ano      |
| Nokia Lumia 830     | září 2014         | 1,2 GHz  | 1 GB      | 16 GB         | 5''     | 10 MPx / 0,9 MPx | Ano    | Ano      |
| Nokia Lumia 930     | červen 2014       | 2,2 GHz  | 2 GB      | 32 GB         | 5"      | 20 MPx / 1,2 MPx | Ano    | Ano      |